# Agrypnus subserratus
Agrypnus subserratus is een keversoort uit de familie kniptorren (Elateridae). De wetenschappelijke naam van de soort is voor het eerst geldig gepubliceerd in 1886 door Quedenfeldt.